# Podmaniczky család

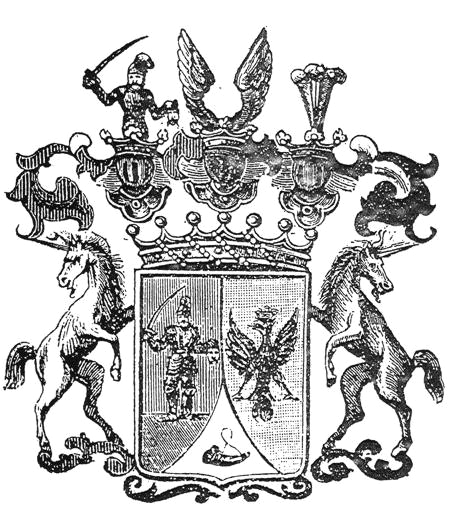
Podmaniczky címer

A Podmaniczky család (podmanini és aszódi báró) Trencsén vármegye egyik legrégibb családja, amely nevét az ugyanazon vármegyében fekvő Podmanin (ma Vágbeszterce része) helységtől vette. Nevét korábban Podmanini de Podmaninnak írta.

## A család története

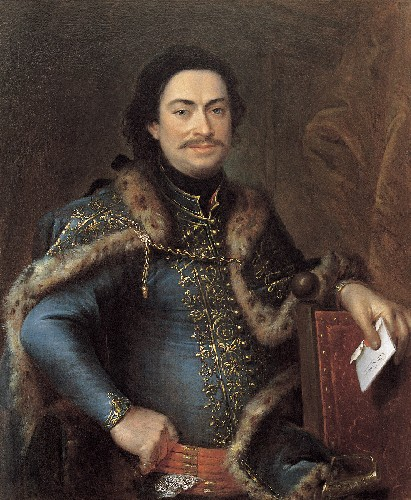
Podmaniczky I. János Mányoki Ádám festményén

A család ősei a 14. században a vágbesztercei várőrséghez tartoztak, már akkor is mint nemesek. E szolgálat alól, melynek megnevezése az oklevélben servitium unius hastae néven szerepelt Zsigmond király mentette fel őket. Negyven évvel később, Albert királytól a vágbesztercei várra és uradalomra, amelyhez Podmanin is tartozott Podmaniczky Antal kapott adományt, melyre 1471-ben Mátyás király új adományt adott Podmaniczky Lászlónak.
Podmaniczky Antal (1438) testvére László volt. Antalnak 2 fia volt: II. László (meghalt: 1494-ben) és I. Balázs (meghalt: 1482 előtt).
II. László (Antal fia) – Kétszer nősült. Első neje Gálszécsi Magdolna, a második Országh Ilona volt. Négy gyermeke közül II. János pozsonyi főispán lett, neje Ország Bora volt, akinek tőle Margit nevű lánya született. II. László másik fia István nyitrai püspök lett (meghalt 1570-ben). A harmadik fiú Mihály, aki elesett 1525-ben. Nejétől, Tarczay Katától két fiú és három leány született, akik közül III. János nőtlen maradt, meghalt 1543-ban. A másik fiú, Rafael trencséni főispán lett (meghalt 1558-ban). Rafael halála után a Podmaniczky-birtokok a királyi kincstárra szálltak vissza.
A 20. század elején is virágzó ág törzse a 17. század közepén tűnt fel Zólyom megyében, Korpona városában, Podmaniczky Gáborral. Ő 1646-ban a pozsonyi országgyűlésen mint Korpona szabad királyi város követe jelent meg, és Korpona levéltára szerint 1654-ben Korpona bírája volt. Ugyanekkor 1670 körül élt Podmaniczky András Zólyom megyében, akinek neje Rákóczy Éva, Rákóczy János Géczy Évától született leánya volt.
Podmaniczky Gábor hitvese Roznauer Zsuzsanna volt, akitől fia Gábor és I. Mihály voltak említve, utóbbinak neje Veszter Dorottya volt.
A családfán álló Podmaniczky I. János  (1691–1743), kinek neje Osztroluczky Judit (1690–1766), akitől öt gyermeke, köztük két fia: II. János és I. Sándor született. Mária Terézia a bárók sorába emelte őket, de báróságukat csak 1783-ban hirdették ki, és a család ez időben vette fel az aszódi előnevet is. Ekkor a Podmaniczky család már széltében virágzott.
Az 1743-ban elhunyt I. János utódaitól származik a család két ága; II. Jánostól az idősebb, I. Sándortól az ifjabb ág, amely 1782-ben a báróságot nyerte.

## A család nevezetesebb tagjai
- Podmaniczky Balázs, Antal fia, a Hunyadiak alatt játszott nagy szerepet.
- Podmaniczky János (I.) 1502–1506 között II. Ulászló királytól bárói címet nyert, ekkor királyi főkamarásmester volt.
- Podmaniczky II. János (1718–1786) – nagy tudományú férfiú és buzgó protestáns volt, akit aszódi kastélyában az akkor a máriabesnyői kolostorban lakó Fessler Ignác Aurél gyakran felkeresett, s könyvtárát használta.
- Podmaniczky József (1755–1823. május 11.) – 1815-ben Párizsban járt hivatalos küldetésben, később Bács-Bodrog vármegye főispánja lett. Házánál Liszt Ferenc is sokszor megfordult. Hires volt a különcségéről, így a felajánlott Lipót-rend nagykeresztjét nem fogadta el.
- Podmaniczky Géza – József egyik unokaöccse, Aszódon született 1839. márc. 26-án, Podmaniczky András fia volt, és 1868-ban Degenfeld Berta grófnőt vette nőül. A főrendiházban a Szabadelvű Pártnak tagja, valóságos belső titkos tanácsos volt.
- Podmaniczky Frigyes (podmanini és aszódi báró) – országgyűlési képviselő, valóságos belső titkos tanácsos, aki 1824. június 20-án született. Iskoláit Pesten és Késmárkon elvégezve, 1843-ban irnok lett Ráday Gedeon gróf Pest vármegyei követ mellett. 1847-ben Pest vármegyei aljegyző, az 1847–48 évi pesti országgyűlésen a felsőház tagja és korjegyzője, az 1848–49-es forradalom és szabadságharcban mint huszárszázados és osztályparancsnok vett részt.

A szabadságharc leveretése után mint közlegényt beosztották a gyalogsághoz, de már 1850 végén elbocsátották. Ekkor a közélettől félrevonulva a szépirodalomnak szentelte idejét.
Ez időben írta regényeit: Fekete domino (Pest 1853, 2 kötet); Alföldi vadászok tanyája (Pest, 1854, 4 kötet); A kék szemüveges nő (Pest, 1864, 2 kötet); A kedvenc (Budapest, 1873, 2 kötet); Tessék ibolyát venni (Pest, 1856, 5 kötet); Margit angyal (Pest, 1866, 2 köt., az előbbinek folytatása); Álom és valóság (Pest, 1861, 2 köt.); Régen történt mindez (Pest, 1866, 3 köt.); Egyetlen könnycsepp (Pest, 1863, 2 kötet). Útleirása Úti naplómból címen 1853-ban jelent meg. Irodalmi működése méltánylásául az MTA 1860-ban levelező tagjává választotta. Akadémiai székfoglaló értekezésének címe A társadalmi regényről (Akadémiai Értesítő, új foly. II. 1861).
Mint lapszerkesztő is működött, 1868–69-ben szerkesztve a Hazánk című hírlapot. 1869-ben a magyar északkeleti vasútnál személyügyi főnök, 1870–74 között honvéd százados, 1873-tól a közmunkák tanácsának alelnöke, 1875-ben szabadságolt állományú őrnagy, 1875–1885 között operaházi és nemzeti színházi intendáns. 1861-től megszakítás nélkül tagja a képviselőháznak: 1875-ben a nagylaki kerület, 1878-ban Budapest VI. kerülete, 1892-ben Budapest IV. kerülete választotta meg országgyűlési képviselőjévé, ez utóbbi 1869-ben újra megválasztotta. Igazgatója volt a Riunione Biztosító Társaság magyarországi osztályának, s a szabadelvű pártnak elnöke. 1887–88-ban négy kötetben közrebocsátotta emlékiratait Naplótöredékek 1824–1887 címen.
- Podmaniczky Levente (1839–1913) báró
- Podmaniczky Félix (1914–1990) filmrendező